# 坐牢算什么
《坐牢算什么》绿永、舒模词，舒模曲。

## 创作背景
1947年5月，交通大学护校运动中被捕关押于上海警备司令部的邢幼青等40多位学生将当时流行歌曲《跌倒算什么》改成《坐牢算什么》。

## 东方红
该曲在1964年10月2日人民大会堂演出的大型音乐舞蹈史诗《东方红》中为“领唱、齐唱”，位于第五场《埋葬蒋家王朝》。